# Gauda (król Numidii)
Gauda (zm. przed 88 p.n.e.) – król Numidii od ok. 105 p.n.e.

## Biografia
Był synem współrządcy Numidii Mastanabala, i wnukiem króla Masynissy. Jego stryj, król Micypsa, nadał mu dalsze prawa do tronu Numidii, w razie śmierci jego synów (Hiempsala, Adherbala i usynowionego Jugurty). W trakcie wojny jugurtyńskiej opowiedział się po stronie Rzymu i zażądał od głównodowodzącego Metellusa prawa do zasiadania u jego boku, a także gwardii przybocznej. Metellus odmówił uzasadniając, że takie prawo należy się tylko osobom o godności królewskiej. Skłoniło to Gaudę do poparcia Gajusza Mariusza w jego staraniach o naczelne dowództwo w tej wojnie.
Po zwycięstwie nad Jugurtą, Gauda został królem numidyjskim przy wsparciu Mariusza, jednak od jego władztwa odłączono zachodnie tereny ze stołeczną Cyrtą. Nową stolicą wschodniej Numidii stała się Zama. Zmarł przed 88 p.n.e. zostawiając królestwo swemu synowi Hiempsalowi II. Masteabar, drugi z jego synów, znany zaledwie z pojedynczej inskrypcji rządził w zachodniej części Numidii. Jego synem mógł być także wspomniany przez Aurelusza Wiktora Adherbal, syn króla Numidii uwięziony dla okupu przez Marka Liwiusza Druzusa.
Według przekazu Salustiusza Gauda charakteryzował się słabym zdrowiem i być może upośledzeniem umysłowym.